# Otterndorf
Otterndorf è una città della Bassa Sassonia, in Germania. Appartiene al circondario di Cuxhaven ed è parte della Samtgemeinde Land Hadeln.